# Cambirela
Le Morro do Cambirela (ou Gambirela) est une montagne brésilienne, situé dans le massif du même nom, sur le territoire de la municipalité de Palhoça, dans l'État de Santa Catarina.
Avec plus de 1 000 m d'altitude, le sommet du Cambirela est le point culminant de toute la région. Il s'élève à plus 1 000 m directement depuis littoral. Il se situe dans le parc de la Serra do Tabuleiro et domine toute la baie Sud située entre l'île de Santa Catarina et le continent.
De son sommet, on peut voir de nombreux lieux de la région : le rio Cubatão do Sul, l'île de Santa Catarina, les villes de Palhoça, São José et Florianópolis, ainsi que l'océan Atlantique.
Les roches du massif du Cambirela sont formées de granite et de basalte, un mélange commun dans la région, zone de transition entre la Serra do Mar et la Serra Geral, deux chaînes de montagnes aux formations géologiques distinctes.
La végétation native est formée de forêt atlantique jusqu'à près de 800 m, altitude au-delà de laquelle on trouve uniquement des graminées.
Plusieurs chemins de randonnée mènent au sommet, très fréquenté par les adeptes d'éco-tourisme.

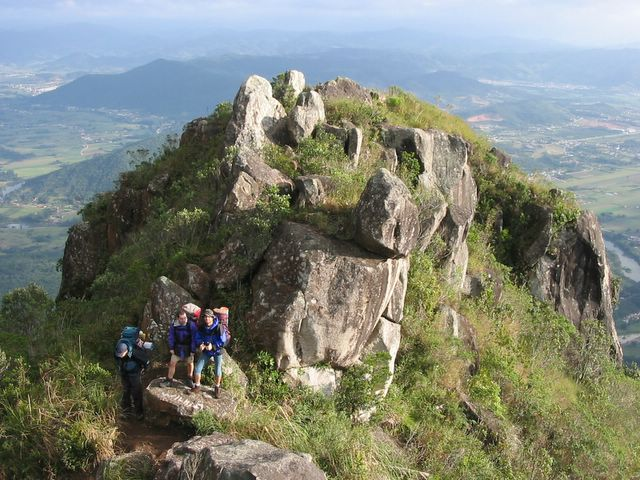
Antécime du Cambirela (env. 960 m d'altitude) avec, à l'arrière-plan, la municipalité de Santo Amaro da Imperatriz.